# Calendário UCI Feminino de 2021
O Calendário UCI Feminino 2021 (oficialmente: Women Elite Ranking), também denominado Ranking UCI Feminino de 2021, começará a 23 de janeiro em Nova Zelândia com a Gravel and Tar La Femme e finalizará a 17 de outubro na França com a Chrono des Nations.

## Equipas, corridas e categorias
- Para a lista de equipas profissionais veja-se: Equipas

Nestas corridas podem participar praticamente todas as equipas. As únicas limitações situam-se em que as equipas amadoras não podem participar nas corridas do UCI WorldTour Feminino de 2021 (as de maior categoria) e as equipas mistas só podem participar nas corridas .2 (as de menor categoria).
Nos Campeonatos Continentais (CC) também podem pontuar todo o tipo de equipas e corredoras desse continente; e dependendo a legislação de sua federação continental também podem participar, sem poder pontuar, corredoras fora desse continente.

### Categorias
Fora do UCI WorldTour Feminino de 2021 destacarão as XX corridas de categoria .Pro e .1 (XX por etapas e XX de um dia). No seguinte quadro mostram-se as corridas mais destacadas com essa pontuação ordenado por países.
| Corrida                                                                   | Categoria |
| ------------------------------------------------------------------------- | --------- |
| Omloop Het Nieuwsblad-vrouwen elite / Circuit Het Nieuwsblad-Femmes Elite | 1.pro     |
| Nokere Koerse feminina                                                    | 1.pro     |
| Grande Prêmio Bruno Beghelli Feminino                                     | 1.pro     |
| Festival Luxemburguês de Ciclismo Feminino Elsy Jacobs                    | 2.pro     |
| Tour de Thüringe Feminino                                                 | 2.pro     |
| Giro d'Italia Feminino                                                    | 2.pro     |
| Volta à Comunidade Valenciana Feminina                                    | 1.1       |
| Setmana Ciclista Valenciana                                               | 2.1       |
| Grande Prêmio Cidade de Eibar                                             | 1.1       |
| Clássica Navarra                                                          | 1.1       |
| Emakumeen Nafarroako Klasikoa                                             | 1.1       |
| BeNe Ladies Tour                                                          | 2.1       |
| Através da Flandres                                                       | 1.1       |
| Dwars door de Westhoek                                                    | 1.1       |
| Gooik-Geraardsbergen-Gooik                                                | 1.1       |
| Lotto Belgium Tour                                                        | 2.1       |
| SPAR Flanders Diamond Tour                                                | 1.1       |
| Spar-Omloop van het Hageland-Tielt-Winge                                  | 1.1       |
| Troféu Maarten Wynants                                                    | 1.1       |

| Corrida                                     | Categoria |
| ------------------------------------------- | --------- |
| Grand Prix Cycliste de Gatineau - RR        | 1.1       |
| Grand Prix Cycliste de Gatineau - ITT       | 1.1       |
| Winston Salem Cycling Classic               | 1.1       |
| Independence Cycling Classic                | 1.1       |
| La Classique Morbihan                       | 1.1       |
| Grande Prêmio de Plumelec-Morbihan Feminino | 1.1       |
| Chrono Champenois-Trophée Européen          | 1.1       |
| Chrono des Nations                          | 1.1       |
| Giro do Trentino Alto Adige-Südtirol        | 1.1       |
| Giro de Emília Feminino                     | 1.1       |
| EPZ Omloop van Borsele                      | 1.1       |
| Volta à Polónia Feminino                    | 2.1       |
| Tour de Yorkshire                           | 1.1       |
| 947 Cycle Challenge                         | 1.1       |
| Tour da Tailândia                           | 2.1       |

Ademais, ao igual que nos Circuitos Continentais da UCI, também pontuam os campeonatos nacionais de estrada e contrarrelógio (CN) bem como o Campeonato Mundial (CM) desse ano.

## Calendário
- Para as corridas de máxima categoria veja-se: UCI WorldTour Feminino de 2021

As seguintes são as 81 corridas que compõem atualmente o calendário UCI Feminino de 2021 (actualizado pela UCI a dezembro de 2020), ainda que o calendário pode sofrer modificações ao longo da temporada com a inclusão de novas corridas ou exclusão de outras.
| Calendário UCI Feminino de 2021 | Calendário UCI Feminino de 2021 | Calendário UCI Feminino de 2021                             | Calendário UCI Feminino de 2021 | Calendário UCI Feminino de 2021 |
| Data                            | País                            | Corrida                                                     | Vencedora                       |                                 |
| ------------------------------- | ------------------------------- | ----------------------------------------------------------- | ------------------------------- | ------------------------------- |
| 23 jan.                         | Nova Zelândia                   | Gravel and Tar La Femme                                     | Olivia Ray                      |                                 |
| 5 – 8 fev.                      | Emirados Árabes Unidos          | Dubai Women's Tour                                          | cancelado                       |                                 |
| 20 fev.                         | Turquia                         | Grand Prix Manavgat Side WE                                 | Tatsiana Sharakova              |                                 |
| 21 fev.                         | Turquia                         | Grand Prix Velo Alanya WE                                   | Alena Ivanchenko                |                                 |
| 27 fev.                         | Bélgica                         | Omloop Het Nieuwsblad feminino                              | Anna van der Breggen            |                                 |
| 2 mar.                          | Bélgica                         | Le Samyn des Dames                                          | Lotte Kopecky                   |                                 |
| 6 mar.                          | Turquia                         | Grand Prix Mediterrennean WE                                | Hanna Tserakh                   |                                 |
| 7 mar.                          | Turquia                         | Grand Prix Gündgmus WE                                      | Alena Ivanchenko                |                                 |
| 10 – 12 mar.                    | Países Baixos                   | Bloeizone Fryslân Tour                                      | Ellen van Dijk                  |                                 |
| 14 mar.                         | Bélgica                         | GP Oetingen                                                 | Elisa Balsamo                   |                                 |
| 17 mar.                         | Bélgica                         | Nokere Koerse feminina                                      | Amy Pieters                     |                                 |
| 21 mar.                         | Bélgica                         | Omloop van de Westhoek-Memorial Stive Vermaut               | Christine Majerus               |                                 |
| 31 mar.                         | Bélgica                         | Através de Flandres feminina                                | Annemiek van Vleuten            |                                 |
| 5 abr.                          | Bélgica                         | Ronde de Mouscron                                           | Chiara Consonni                 |                                 |
| 7 abr.                          | Bélgica                         | Scheldeprijs vrouwen elite                                  | Lorena Wiebes                   |                                 |
| 14 abr.                         | Bélgica                         | Flecha Brabanzona Feminina                                  | Ruth Winder                     |                                 |
| 18 abr.                         | França                          | Grand Prix de Chambéry                                      | Gladys Verhulst                 |                                 |
| 18 abr.                         | Espanha                         | Volta à Comunidade Valenciana Feminina                      | Chiara Consonni                 |                                 |
| 24 abr.                         | Países Baixos                   | Omloop van Borsele                                          | cancelado                       |                                 |
| 29 abr. – 2 mai.                | Chéquia                         | Gracia-Orlová                                               | cancelado                       |                                 |
| 30 abr. – 2 mai.                | Luxemburgo                      | Festival Luxemburguês de Ciclismo Feminino Elsy Jacobs      | Emma Norsgaard                  |                                 |
| 6 – 9 mai.                      | Espanha                         | Semana Ciclista Valenciana                                  | Annemiek van Vleuten            |                                 |
| 8 mai.                          | Bélgica                         | Grote Prijs Eco-Struct                                      | Lorena Wiebes                   |                                 |
| 9 mai.                          | Bélgica                         | Trofee Maarten Wynants                                      | cancelado                       |                                 |
| 11 – 13 mai.                    | China                           | Tour of Zhoushan Island II                                  | cancelado                       |                                 |
| 13 mai.                         | Espanha                         | Emakumeen Nafarroako Klasikoa                               | Annemiek van Vleuten            |                                 |
| 14 mai.                         | Espanha                         | Clasica Femenina Navarra                                    | Arlenis Sierra                  |                                 |
| 16 mai.                         | Bélgica                         | Flanders Ladies Classic-Sofie De Vuyst                      | cancelado                       |                                 |
| 16 mai.                         | Espanha                         | Gran Premio Ciudad de Eibar                                 | Anna van der Breggen            |                                 |
| 16 mai.                         | China                           | Tour du Wenzhou féminin                                     | cancelado                       |                                 |
| 18 mai.                         | Espanha                         | Durango-Durango Emakumeen Saria                             | Anna van der Breggen            |                                 |
| 19 – 23 mai.                    | França                          | Tour de Bretagne féminin                                    | cancelado                       |                                 |
| 21 mai.                         | Países Baixos                   | Veenendaal Veenendaal Classic Feminina                      | cancelado                       |                                 |
| 25 – 30 mai.                    | Alemanha                        | Volta a Turíngia feminino                                   | Lucinda Brand                   |                                 |
| 29 mai. – 6 jun.                | China                           | Tour de Taiyuan                                             | cancelado                       |                                 |
| 3 jun.                          | Canadá                          | Chrono Gatineau                                             | cancelado                       |                                 |
| 4 jun.                          | Canadá                          | Grande Prêmio Ciclista de Gatineau                          | cancelado                       |                                 |
| 5 – 6 jun.                      | Suíça                           | Volta à Suíça Feminina                                      | Lizzie Deignan                  |                                 |
| 5 jun.                          | Países Baixos                   | Omloop van de IJsseldelta                                   | cancelado                       |                                 |
| 5 jun.                          | Bélgica                         | Dwars door het Hageland (women)                             | Chantal van den Broek-Blaak     |                                 |
| 6 jun.                          | Bélgica                         | Dwars door de Westhoek                                      | Lorena Wiebes                   |                                 |
| 9 – 13 jun.                     | Guatemala                       | Vuelta Femenina a Guatemala                                 | Lorena Colmenares               |                                 |
| 13 jun.                         | Bélgica                         | Diamond Tour                                                | Lorena Wiebes                   |                                 |
| 22 – 25 jun.                    | Bélgica                         | Tour da Bélgica feminino                                    | Lotte Kopecky                   |                                 |
| 2 – 11 jul.                     | Itália                          | Giro de Itália Feminino                                     | Anna van der Breggen            |                                 |
| 3 jul.                          | Turquia                         | Grand Prix Germenica                                        | Olga Zabelinskaya               |                                 |
| 4 jul.                          | Bélgica                         | 2-Districtenpijl women                                      | cancelado                       |                                 |
| 4 jul.                          | Turquia                         | Grand Prix Kahramanmaras                                    | Anastasia Chursina              |                                 |
| 8 – 11 jul.                     | Países Baixos                   | BeNe Ladies Tour                                            | Lisa Klein                      |                                 |
| 8 – 11 jul.                     | Chéquia                         | Tour de Feminin - O cenu Ceskeho Svycarska                  | Joscelin Lowden                 |                                 |
| 9 jul.                          | Estados Unidos                  | Chrono Kristin Armstrong (women)                            | cancelado                       |                                 |
| 10 jul.                         | Turquia                         | Grand prix Erciyes                                          | Tamara Balabolina               |                                 |
| 11 jul.                         | Turquia                         | Grand Prix Kayseri WE                                       | Olga Zabelinskaya               |                                 |
| 11 jul.                         | Canadá                          | White Spot / Delta Road Race                                | cancelado                       |                                 |
| 17 jul.                         | Turquia                         | Grand Prix Velo Erciyes WE                                  | Olga Shekel                     |                                 |
| 18 jul.                         | Turquia                         | Grand Prix Develi WE                                        | Tatiana Antoshina               |                                 |
| 29 – 30 jul.                    | França                          | Kreiz Breizh Elites feminina                                | Anna Henderson                  |                                 |
| 1 – 3 ago.                      | Suécia                          | Tour of Uppsala                                             | cancelado                       |                                 |
| 3 – 8 ago.                      | França                          | Tour d'Occitanie                                            | cancelado                       |                                 |
| 14 ago.                         | França                          | La Périgord Ladies                                          | Marta Bastianelli               |                                 |
| 15 ago.                         | França                          | La Picto-Charentaise                                        | Marta Lach                      |                                 |
| 22 ago.                         | Bélgica                         | MerXem Classic                                              | cancelado                       |                                 |
| 26 – 29 ago.                    | Estados Unidos                  | Joe Martin Stage Race Women                                 | Skylar Schneider                |                                 |
| 26 – 29 ago.                    | Estados Unidos                  | Colorado Classic                                            | cancelado                       |                                 |
| 27 – 29 ago.                    | Itália                          | Giro della Toscana Int. Femminile - Memorial Michela Fanini | Arlenis Sierra                  |                                 |
| 3 – 5 set.                      | Reino dos Países Baixos         | Watersley Womens Challenge                                  | Marit Raaijmakers               |                                 |
| 7 – 12 set.                     | Malásia                         | Le Tour de Femina                                           | cancelado                       |                                 |
| 8 – 14 set.                     | França                          | Tour Cycliste Féminin International de l'Ardèche            | Leah Thomas                     |                                 |
| 12 set.                         | França                          | Grand Prix de Fourmies féminin                              | Pfeiffer Georgi                 |                                 |
| 17 – 18 set.                    | Bélgica                         | Tour de la Semois                                           | Floortje Mackaij                |                                 |
| 19 set.                         | França                          | Grande Prêmio de Isbergues Feminino                         | Charlotte Kool                  |                                 |
| 29 set. – 3 out.                | Estados Unidos                  | Tour de Gila feminino                                       | cancelado                       |                                 |
| 3 out.                          | Itália                          | Grande Prêmio Bruno Beghelli Feminino                       | cancelado                       |                                 |
| 3 out.                          | Bélgica                         | Grand Prix Beerens                                          | Thalita de Jong                 |                                 |
| 5 out.                          | Bélgica                         | Binche-Chimay-Binche féminin                                | Sara Van de Vel                 |                                 |
| 5 out.                          | Itália                          | Tre Valli Varesine Women's Race                             | Arlenis Sierra                  |                                 |
| 15 out.                         | França                          | La Classique Morbihan                                       | Sofia Bertizzolo                |                                 |
| 16 out.                         | França                          | Grand Prix du Morbihan Féminin                              | Chiara Consonni                 |                                 |
| 17 out.                         | França                          | Chrono des Nations feminina                                 | Marlen Reusser                  |                                 |
| 22 out.                         | Países Baixos                   | Drentse Acht van Westerveld                                 | Chantal van den Broek-Blaak     |                                 |
| 10 – 12 dez.                    | Tailândia                       | Tour da Tailândia feminino                                  | Chaniporn Batriya               |                                 |

## Classificações Parciais (UCI World Ranking Feminino)
- Não existe uma classificação exclusiva deste calendário. No Ranking UCI Feminino incluem-se as 23 corridas do UCI WorldTour Feminino de 2020. Esta classificação baseia-se nos resultados das últimas 52 semanas de acordo com o sistema "rolling", mesmo sistema que o Ranking ATP e Ranking WTA de tênis.

Estas são as classificações provisórias até data:

### Individual
| Posição | Corredor | Equipa | Pontos |
| ------- | -------- | ------ | ------ |
| 1.º     |          |        |        |
| 2.º     |          |        |        |
| 3.º     |          |        |        |
| 4.º     |          |        |        |
| 5.º     |          |        |        |
| 6.º     |          |        |        |
| 7.º     |          |        |        |
| 8.º     |          |        |        |
| 9.º     |          |        |        |
| 10.º    |          |        |        |

### Classificação por equipas
Esta classificação calcula-se somando os pontos das cinco melhores corredoras de cada equipa. As equipas com o mesmo número de pontos classificam-se de acordo à sua corredora melhor classificada.
| Posição | Equipa | Pontos |
| ------- | ------ | ------ |
| 1.º     |        |        |
| 2.º     |        |        |
| 3.º     |        |        |
| 4.º     |        |        |
| 5.º     |        |        |

### Países
A classificação por países calcula-se somando os pontos das cinco melhores corredoras da cada país. Os países com o mesmo número de pontos classificam-se de acordo a seu corredora melhor classificado.
| Posição | País | Pontos |
| ------- | ---- | ------ |
| 1.º     |      |        |
| 2.º     |      |        |
| 3.º     |      |        |
| 4.º     |      |        |
| 5.º     |      |        |

## Evolução das classificações
- Nota: Oficialmente as classificações actualizam-se a cada semana, esta é a lista da última classificação publicada da cada mês.[9]

| Data          | Classificação individual | Classificação por equipas | Classificação por países |
| ------------- | ------------------------ | ------------------------- | ------------------------ |
| 31 de janeiro | [[]]                     | [[]]                      | [[]]                     |
| Final         |                          |                           |                          |